# Vibberbo
Vibberbo (äldre namn: Vibberboda) är en by i Hedemora kommun, alldeles nära Olshyttan, i Garpenbergs socken. 
Peder Svensson, hövitsman (befäl) över Gustav Vasas styrkor vid slaget vid Brunnbäcks färja mot danskarna 1521, kom från Vibberbo.